# Sspommitapiiksi
Sspommitapiiksi (Spomi'tapiiks, Spomi-tap-ksi, Spomi-tapi-ksi; Above People, Sky-Beings), Gornji ljudi, ili nebeska bića, bile su prve kreacije boga Apistotokea kod Blackfoot Indijanaca. Prvo stvoreno nebesko biće bilo je Sunce, Natosi, kojega ljudi Crnog stopala visoko štuju. Ostala nebeska bića uključuju božicu mjeseca, Komorkis, besmrtnog junaka Jutarnju zvijezdu i sve zvijezde na nebu. Za Gornje ljude se kaže da imaju svoju zemlju i svoje društvo iznad oblaka.